# Elachocharax
Elachocharax es un género de peces de la familia Crenuchidae y de la orden de los Characiformes. Se encuentra en Sudamérica.

## Especies
Actualmente hay cuatro especies reconocidas en este género:
- Elachocharax geryi (S. H. Weitzman & Kanazawa, 1978)
- Elachocharax junki (Géry, 1971)
- Elachocharax mitopterus (S. H. Weitzman, 1986)
- Elachocharax pulcher (G. S. Myers, 1927)